# Belsonic
Le Belsonic est un festival de musique créé et organisé par Shine Productions Ltd depuis 2008 au Custom House Square de Belfast. Il peut accueillir jusqu'à 5 000 personnes.

## Programmations

### 2008
| lundi 11 août                                    | jeudi 14 août                                                                                    | vendredi 15 août                                                                                  |
| ------------------------------------------------ | ------------------------------------------------------------------------------------------------ | ------------------------------------------------------------------------------------------------- |
| - The Flaming Lips - Mogwai - Oppenheimer - Jape | - The Enemy - Reverend and the Makers - Fighting with Wire - Future of the Left - General Fiasco | - The Zutons - The Go! Team - Kowalski - Dan Le Sac Vs Scroobius Pip - Delorentos - Ski Bunny Djs |

### 2009
| jeudi 27 août                                                                            | vendredi 28 août                                                                            | samedi 29 août                                                                                          |
| ---------------------------------------------------------------------------------------- | ------------------------------------------------------------------------------------------- | --- |
| - Dizzee Rascal - Vampire Weekend - Crystal Castles - Two Door Cinema Club - Sketchy DJs | - 2 Many DJ's - Deadmau5 - Boys Noize - Mix Hell - Phil Kieran - Space Dimension Controller | - Duke Special - Bell X1 - The Magic Numbers - Jerry Fish & The Mudbug Club - David Kitt - Panama Kings |

### 2010
| mardi 17 août    | mercredi 18 août                             | jeudi 19 août              | vendredi 20 août                                  | jeudi 26 août                                                                                | vendredi 27 août                                                 | samedi 28 août                                                    | dimanche 29 août                                            |
| ---------------- | -------------------------------------------- | -------------------------- | ------------------------------------------------- | -------------------------------------------------------------------------------------------- | ---------------------------------------------------------------- | ----------------------------------------------------------------- | ----------------------------------------------------------- |
| - Kasabian - Ash | - Paolo Nutini - Carly Connor - The Heathers | - Florence and the Machine | - Stereophonics - Kids in Glass Houses - Joe Echo | - Soulwax - 2 Many DJ's - Two Door Cinema Club - Major Lazer - Kids On Bridges - Sketchy Djs | - Paul Weller - The Courteeners - General Fiasco - Cashier No. 9 | - Biffy Clyro - Lostprophets - Fighting with wire - Twin Atlantic | - David Guetta - Fake Blood - The Japanese Popstars - Burns |

### 2011
| mardi 16 août                            | mercredi 17 août                      | vendredi 19 août                                    | samedi 20 août                                 | lundi 22 août                            | mercredi 24 août                | jeudi 25 août                    | vendredi 26 août                           | samedi 27 août                                      |
| ---------------------------------------- | ------------------------------------- | --------------------------------------------------- | ---------------------------------------------- | ---------------------------------------- | ------------------------------- | -------------------------------- | ------------------------------------------ | --------------------------------------------------- |
| - Thirty Seconds to Mars - You Me At Six | - Dizzee Rascal - Example - Wretch 32 | - Primal Scream - Andrew Weatherall - Cashier No. 9 | - Beady Eye - General Fiasco - Fight Like Apes | - Tinie Tempah - Maverick Sabre - Yasmin | - Elbow - Villagers - Foy Vance | - Plan B - Katy B - Rizzle Kicks | - Tiësto - Alex Metric - Caspa - Rod Azlan | - The Specials - Hanni El-Khatib - Pocket Billiards |

### 2012
| mercredi 15 août                                           | jeudi 16 août                            | vendredi 17 août                                 | samedi 18 août                                | dimanche 19 août                                            | lundi 20 août                                                | jeudi 23 août                                                                | vendredi 24 août            | samedi 25 août                                                   | dimanche 26 août                             |
| ---------------------------------------------------------- | ---------------------------------------- | ------------------------------------------------ | --------------------------------------------- | ----------------------------------------------------------- | ------------------------------------------------------------ | ---------------------------------------------------------------------------- | --------------------------- | ---------------------------------------------------------------- | -------------------------------------------- |
| - Skrillex - Dillon Francis - Knife Party - Kill The Noise | - Emeli Sandé - Foy Vance - Duke Special | - Madness - Neville Staple - The Wonder Villains | - Thin Lizzy - The Answer - FM - Sweet Savage | - Paramore - You Me at Six - Jody Has A Hitlist - Pure Love | - Noel Gallagher's High Flying Birds - The Enemy - Jake Bugg | - Two Door Cinema Club - Noah and the Whale - The Cast of Cheers - Oberhofer | - Tom Jones - Brian Kennedy | - James Morrison - Newton Faulkner - The Coronas - Gareth Dunlop | - David Guetta - Alesso - Congorock - DJ Hix |

### 2013
| vendredi 16 août | samedi 17 août | mercredi 20 août                                 | jeudi 22 août                             | vendredi 23 août                                          | samedi 24 août  | dimanche 25 août                                             | lundi 26 août                                             |
| ---------------- | -------------- | ------------------------------------------------ | ----------------------------------------- | --------------------------------------------------------- | --------------- | ------------------------------------------------------------ | --------------------------------------------------------- |
| - Basement Jaxx  | - Ben Howard   | - Nine Inch Nails - And So I Watch You from Afar | - The Lumineers - Michael Kiwanuka - Soak | - Jake Bugg - The Courteeners - Nina Nesbitt - Silhouette | - Suede - James | - Steve Angello - AN21 - Max Vangeli - Third Party - Qulinez | - Bullet for My Valentine - Bring Me the Horizon - Gojira |

### 2014
| vendredi 15 août        | dimanche 17 août                               | lundi 18 août                                        | mardi 19 août            | mercredi 20 août                                      | vendredi 22 août  |
| ----------------------- | ---------------------------------------------- | ---------------------------------------------------- | ------------------------ | ----------------------------------------------------- | ----------------- |
| - Example - Jess Glynne | - Biffy Clyro - Twin Atlantic - Little Matador | - Kodaline - Tom Odell - Black Rivers - Daniel James | - Chic avec Nile Rodgers | - Queens of the Stone Age - The Minutes - Brody Dalle | - Imagine Dragons |